# Gmina Krypno
Gmina Krypno je polská vesnická gmina v okrese Mońki v Podleském vojvodství. Sídlem gminy je ves Krypno.

## Vesnice a osady
Ke gmině kromě města Krypno patří 15 vesnic a osad. Pod venkovskou gminu Krypno (celkem 4 170 obyvatel) spadají kromě samotného Krypno následující místa:
- Vesnice – Bajki-Zalesie, Białobrzeskie, Dębina, Długołęka, Góra, Kruszyn, Krypno Kościelne, Krypno Wielkie, Kulesze-Chobotki, Morusy, Peńskie, Rekle, Ruda, Zastocze, Zygmunty.

## Památky
- Římskokatolická církev - (Mariánská zjevení) z devatenáctého století (1881-1885).
- Morusy - dům po Vladimir Puchalskim paměti, přírodní předchůdce polských filmů